# Benátky (Pardubice)
Benátky è un comune della Repubblica Ceca facente parte del distretto di Svitavy, nella regione di Pardubice.